# Ali G
Ali G (nascido Alistair Leslie Graham) é um personagem ficcional interpretado pelo comediante britânico Sacha Baron Cohen. Originalmente parte do elenco do programa Eleven O'Clock Show, no canal britânico Channel Four, ganhou posteriormente seu próprio programa, Da Ali G Show. Além disso, foi o personagem principal do filme Ali G Indahouse

## História
Ali G apareceu primeiramente no Eleven O'Clock Show, do canal inglês Channel 4 como a "voice of da youth" (algo como voz da juventude, em português), em 1998. Desde então, entrevistou várias figuras públicas no Reino Unido. Ali G comporta-se como a juventude urbana, de forma entediada, mal educada, e com uma visão profundamente estereotipada do mundo, e procura constranger seus entrevistados mostrando uma mistura de políticamente incorreto e falta de informação, ou tenta conseguir que ' a vítima ' concorde com algum comentário preconceituoso, infundamentado ou insulto.

## A América
O comediante foi apresentado ao público norte-americano como o motorista da limousine da cantora Madonna, em seu videoclipe "Music", de 2000, e posteriormente gravou uma canção em co-autoria com o cantor Shaggy. Em 2001 Ali G foi o mestre de cerimónias do MTV Europe Music Awards em Frankfurt, Alemanha. Em 2002 foi o personagem central do longa Ali G Indahouse,  no qual é eleito para uma cadeira no parlamento britânico. O filme apresentava um dueto entre Ali G e Shaggy, Me Julie, que alcançou o número 2 nas paradas inglesas. Recentemente, Ali G foi estrela de uma campanha comercial da temporada 2005-2006 da NBA, onde entrevistava vários jogadores. Esta campanha foi dirigida por Spike Lee

## O Criador
Ali G é mais uma criação do polêmico comediante britânico Sacha Baron Cohen, que tem como outros personagens o correspondente casaque Borat (recentemente agraciado com seu próprio filme, um pseudodocumentário) e o repórter de moda Bruno, colunista do fictício Austria Gay TV.